# 弗拉德韋 (阿肯色州)
弗拉德韋（英語：Floodway）是位於美國阿肯色州密西西比縣的一個非建制地區。該地的面積和人口皆未知。

## 地理
弗拉德韋的座標為35°46′43″N 90°10′41″W / 35.77861°N 90.17806°W，而該地的平均海拔高度為72米（即236英尺）。